# Université York
Pour les articles homonymes, voir York.
Cet article concerne l'université York située à Toronto au Canada. Pour l'université anglaise située à York, voir Université d'York.
L'Université York (en anglais : York University) est une université canadienne située à Toronto, Ontario. Elle a été fondée le 26 mars 1959 mais le premier cours a eu lieu en septembre 1960, avec un total de 76 étudiants. En 2011, l'Université York est la troisième plus grande université du Canada, avec plus de 50 000 étudiants inscrits et dispose d'un campus de 650 acres (2,6 km2).

## Mission
L'énoncé du mandat officiel de l'Université York  se lit comme suit :

« L'Université York a pour mandat d'accroître, de préserver et de diffuser le savoir. Nous nous engageons à ce que la recherche et l'enseignement, qu'ils soient purs, appliqués ou professionnels, se placent à un degré d'excellence élevé. Nous repoussons les limites et les structures du savoir. Nous cultivons le sens critique. L'Université York partage avec la métropole de Toronto son caractère dynamique et multiculturel. L'Université York partage avec le Canada son encouragement aux études bilingues, son attachement à la tolérance et à la diversité. L'Université York s'ouvre sur le monde et s'interroge sur les grandes préoccupations internationales. Composée d'enseignants, d'étudiants et de membres du personnel dévoués à la cause de la liberté, de la justice sociale, du libre accès à l'enseignement et de la direction démocratique, l'Université York a fait de l'innovation sa tradition. Tentanda Via : ouvrir des voies nouvelles. »

## Facultés et collèges
En plus de son campus principal situé à North York, une région suburbaine de Toronto, l'Université York a également un campus d'arts libéraux (sciences humaines et lettres), le Collège universitaire Glendon qui offre des programmes en conjonction avec Institut d'études politiques de Paris. Le Collège Glendon est la faculté bilingue de l'Université York et il se distingue des autres facultés universitaires de même type en offrant ses programmes dans le contexte de deux langues officielles (français et anglais) et deux cultures historiques (francophone et anglophone) du Canada. Tous les étudiants qui s'inscrivent au collège Glendon doivent poursuivre des études dans les deux langues. Mais l'Université York a aussi sur son campus principal un département d'études françaises dynamique qui témoigne de l'engagement de la totalité de l'institution envers les études bilingues.
L'astronaute Steve MacLean a fait toutes ses études à cette université ainsi qu'un scientifique atmosphérique (Roger Pulwarty) qui a reçu le Prix Nobel en 2007 avec Al Gore.
Beaucoup de juges, de PDG, et de personnalités politiques au Canada ont fait leurs études à cette université (ex. anciens premiers ministres du Canada, anciens premiers ministres de l'Ontario, juges de la Cour suprême du Canada, l'ambassadeur du Canada aux Nations unies, etc.).
Rachel McAdams, l'actrice de Lolita malgré moi (Mean Girls) et Serial noceurs (Wedding Crashers) a fait ses études à York ainsi que la chorégraphe en chef pour le Cirque du Soleil, Debra Brown.
Grand-maitre international d'échecs, Mark Bluvshtein est un étudiant à l'Université York. Il est le plus jeune grand maitre d'échecs ayant existé au Canada.
L'Université York est le site du siège des Archives publiques de l'Ontario.

### Facultés

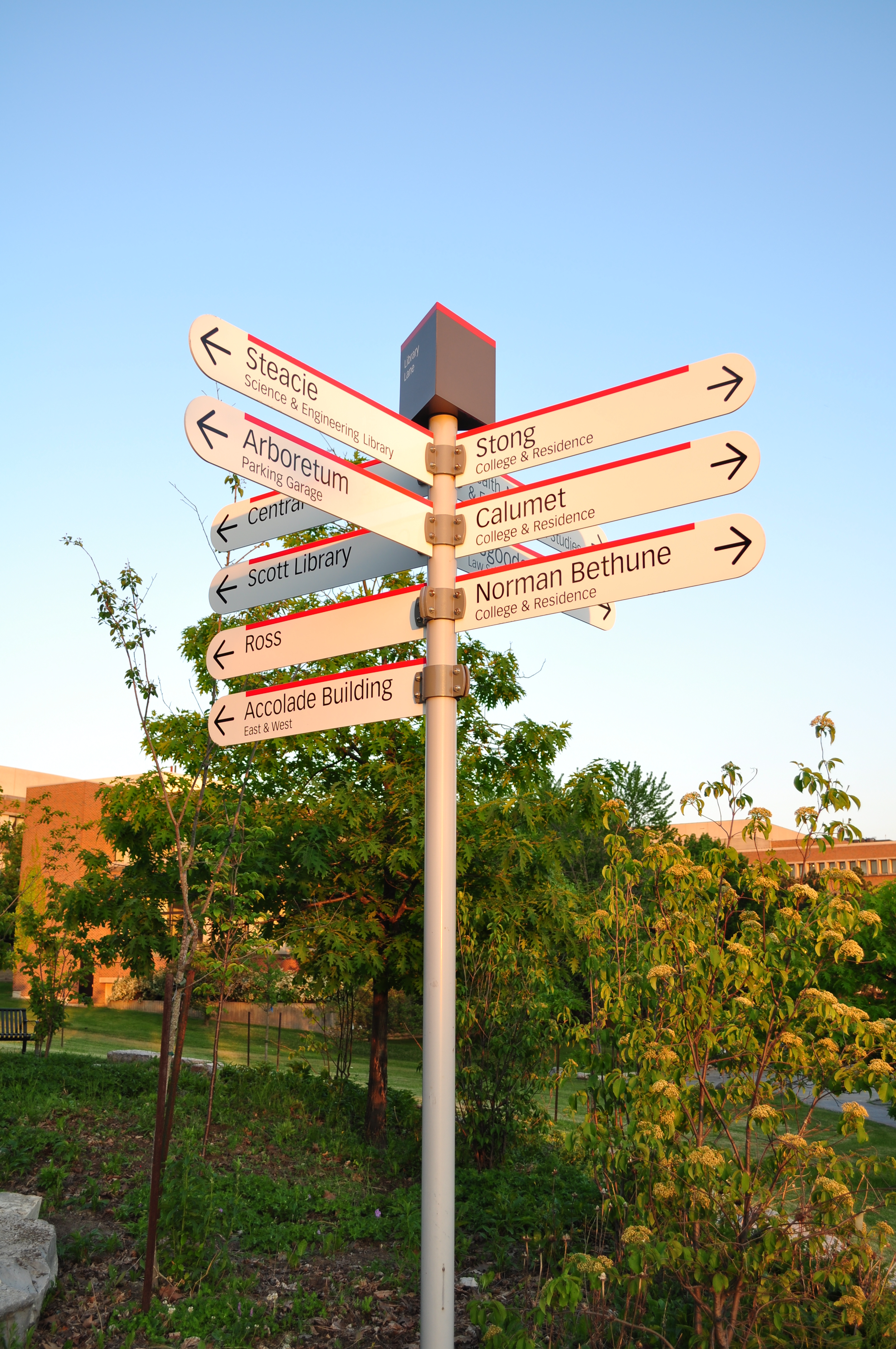
Panneau directionnel des voies Library Lane, Keele Campus et York University.

L'Université York comporte différentes facultés :
- Faculty of Liberal Arts & Professional Studies (arts et professionnelles)
- Faculty of Education (éducation)
- Faculty of Environmental Studies (études environnementales)
- Faculty of Fine Arts (Beaux-Arts)
- Glendon (arts libéraux)
- Faculty of Graduate Studies (études graduées)
- Faculty of Health (santé)
- Observatoire de l'université York
- Osgoode Hall Law School (droit)
- Schulich School of Business (commerce)
- Faculty of Science (sciences)
- Lassonde School of Engineering (ingénierie)

Toutes les facultés, à l'exception de Glendon, se trouvent sur le campus Keele. Glendon est à la fois une faculté à part entière, un collège affilié ainsi qu'un campus distinct.

### Collèges
De plus, les étudiants sont affiliés à un collège parmi les suivants :
- New College
- Bethune
- Calumet
- Founders
- Glendon (campus bilingue offrant des programmes en français et en anglais au cœur de Toronto)
- McLaughlin
- Stong
- Vanier
- Winters

## Personnalités liées à l'université

### Étudiants
- Cecilia Araneda
- Elaine Aron
- Buseje Bailey
- Sandra Brewster
- Christian Bök
- Wystan Curnow
- Angela Rawlings